# Амбар са котобањом, Савска 15 у Купинову
Амбар са котобањом, Савска 15 у Купинову, у Срему, је један од најмлађих али и највећих и налази се у Савској улици бр. 17. Наглашавајући димензијама и скромнијом обрадом примарну улогу складиштеног простора, овај амбар са котобањом указује на свој настанак у време повећаног значаја производње кукуруза, који губи важност у људској исхрани, а добија је као индустријска биљка. Амбар се убраја у споменике културе од великог значаја.

## Изглед
Према записаној години на забату, подигнут је 1937. године. Направио га је један од најпознатијих мајстора, Паја Чарапић из Купинова. Амбар је зидан опеком, малтерисан и полихроман, на шта указују трагови спране боје: жуте, љубичасте, зелене и црвене. Малтерисање је изведено наизменичним низом усправних правоугаоних површина, од којих је једна равна, а друга рељефна и различито бојена, опонашајући грађу дрвених амбара са усправно унизаним даскама у стубове конструкције. Забат на уличној страни је једноставан, троугаоног облика, са сликаном површином од које се виде фрагменти стилизованих листова.
Од амбара, дубоко у двориште протеже се котобања. Грађена је дрветом, са подужним тремом једноставне профилације дашчица ограде и подстрешне лајсне као и дрвени резани украс уз стубове. Декорацију допуњава бело обојен појас ограде, који истиче њену профилацију.